# Grzęda (województwo warmińsko-mazurskie)
Grzęda (Bomgarby, Grzęda Reszelska, niem. Sturmhübel) – wieś w Polsce położona w województwie warmińsko-mazurskim, w powiecie bartoszyckim, w gminie Bisztynek.
Do 1954 roku siedziba gminy Grzęda. W latach 1954–1957 wieś należała i była siedzibą władz gromady Grzęda, po jej zniesieniu w gromadzie Bisztynek. W latach 1975–1998 miejscowość administracyjnie należała do województwa olsztyńskiego.
Wieś warmińska z kościołem i Szkołą Podstawową im. Polskiego Towarzystwa Leśnego, która została zlikwidowana w 2023 roku.

## Historia
Wieś lokowana była 10 czerwca 1339 przez prepozyta Kapituły Warmińskiej Jana i wójta krajowego Henryka von Lutra. Zasadźcami wsi byli dwaj Prusowie Piotr i Eckehard Lemkani. Wieś powstała na 64 włókach, w tym 6 włók sołeckich i 4 włóki na uposażenie kościoła parafialnego. Pierwotna nazwa wsi prus. Boumgarbe – wzgórze, przetłumaczona została na niem. Sturmhübel. Nowi osiedleńcy dostali dziewięcioletni okres wolnizny. Kościół wybudowano jeszcze w XIV w. Pod koniec XV w. parafia w Grzędzie należała do archiprezbiteratu reszelskiego. Po wojnie polsko krzyżackiej 1519-1521 we wsi leżało odłogiem 19,5 włóki a kościół został zniszczony. Nowi osadnicy do 1533 r. zagospodarowali siedem włók. Nowy kościół wybudowano w 1581 r. Pierwsza wzmianka o szkole parafialnej w Grzędzie pochodzi z drugiej połowy XVI w.
W roku 1705 odbył się tu proces o czary przeciwko Annie Lenc. Proces prowadził kanonik kapituły warmińskiej Jan Jerzy Kunigk. W drugiej połowie XVIII w. nauczycielem był tu Michał Marten, który równocześnie pełnił funkcję organisty. Jako łączne wynagrodzenie od proboszcza i gospodarzy otrzymywał w gotówce: 34 talary, 58 groszy i 9 fenigów oraz w naturaliach:zboże, jaja len i drewno opałowe. W 1754 r. kościół uległ częściowemu spaleniu. PO odbudowie ponownie był konsekrowany w 1779 r. W roku 1783 było tu 58 domów.
W 1820 r. we wsi mieszkało 355 osób. Niecałe trzydzieści lat później, w 1848 r. wieś zamieszkiwało 447 ludzi. W połowie XIX do tutejszej parafii należały także wsie: Janowiec, Pleśno, Zieleńce. W 1890 r. było tu 532 mieszkańców a wieś miała powierzchnię 1322 ha.
W czasie plebiscytu w 1920 r. oddano tu 349 głosów, wszystkie za Prusami Wschodnimi. Szkoła w 1935 roku miała dwóch nauczycieli i 93 uczniów. W 1939 roku mieszkało w Grzędzie 528 osób.
Po 1945 r. była to wieś sołecka ze sklepem. Lokalnie nazywana był Bomgarby, później urzędową nazwę zmieniono na Grzęda. W 1947 r. szkoła mieściła się w budynku, gdzie później mieszkała rodzina Masalskich. W 1954 roku szkoła mieściła się już w budynku, gdzie znajduje się obecnie świetlica wiejska. Od roku szkolnego 1966/1967 była to szkoła ośmioklasowa. W 1971 r. został oddany do użytku nowy budynek szkolny. W 1998 było we wsi 161 mieszkańców. Współcześnie Parafia Świętego Mikołaja w Grzędzie należy do dekanatu reszelskiego.

## Zabytki
- Kościół parafialny pw. św. Mikołaja, salowy z neoromańska wieżą z 1900 r. Pierwotnie była to budowla gotycka, wybudowana w drugiej połowie XIV w. Pierwszy kościół uległ zniszczeniu w czasie wojny polsko-krzyżackiej w latach 1519–1521. Po odbudowaniu kościół był konsekrowany przez biskupa Marcina Kromera w 1581. Po pożarze w roku 1754 kościół odbudowany został w stylu barokowym w latach 1755–1757 i konsekrowany ponownie w 1779 przez biskupa warmińskiego Ignacego Krasickiego. Wyposażenie wnętrza rokokowe z ok. 1760–1770 r. Ołtarz główny i ambona należą do ostatnich prac z warsztatu Krzysztofa Pervangera z Tolkmicka. Obraz św. Mikołaja w ołtarzu głównym jest dziełem Józefa Korzeniewskiego.
- Pomnik poległych podczas I wojny światowej mieszkańców wsi Grzęda, znajduje się przy kościele. Na czarnym, granitowym krzyżu wypisane są nazwiska poległych oraz daty ich śmierci.
- Przykościelny cmentarz z kilkunastoma zabytkowymi nagrobkami.

## Ludzie związani z miejscowością
- Biskup Ignacy Krasicki, który w 1779 roku konsekrował tutejszy kościół, co zostało upamiętnione kamienną tablicą umieszczoną w ścianie wewnątrz świątyni.